# Az MTK Budapest FC 2013–2014-es szezonja
Ez a szócikk az MTK Budapest FC 2013–2014-es szezonjáról szól, mely sorozatban a 2., összességében pedig a 104. idénye a csapatnak a magyar első osztályban. A klub fennállásának ekkor volt a 125. évfordulója. A szezon 2013 júliusában kezdődött, és 2014 májusában ért véget.

## Játékoskeret
| No. |     | Poszt | Játékos           |
| --- | --- | ----- | ----------------- |
| 1   | HUN | K     | Hegedüs Lajos     |
| 2   | HUN | V     | Nagy Tibor        |
| 5   | HUN | V     | Kelemen Dávid     |
| 6   | HUN | KP    | Hajdú Ádám        |
| 7   | HUN | CS    | Horváth Zsolt     |
| 8   | HUN | KP    | Csiki Norbert     |
| 11  | HUN | V     | Ladányi Tibor     |
| 12  | HUN | V     | Kálnoki-Kis Dávid |
| 14  | HUN | V     | Fejes András      |
| 16  | HUN | KP    | Pölöskei Zsolt    |
| 17  | HUN | KP    | Vass Patrik       |

| No. |     | Poszt | Játékos            |
| --- | --- | ----- | ------------------ |
| 18  | HUN | CS    | Bese Barnabás      |
| 19  | HUN | KP    | Kanta József (c)   |
| 21  | SRB | V     | Dragan Vukmir      |
| 23  | HUN | CS    | Varga Szabolcs     |
| 24  | HUN | KP    | Poór Patrik        |
| 25  | ESP | KP    | Ayub El Harrak     |
| 26  | HUN | K     | Scheilinger György |
| 27  | HUN | KP    | Batik Bence        |
| 28  | ITA | K     | Federico Groppioni |
| 29  | HUN | K     | Abu Attila         |
| 32  | HUN | CS    | Frank Richárd      |
| 39  | HUN | KP    | Horváth Péter      |

## Statisztikák
Utolsó elszámolt mérkőzés dátuma: 2014. március 22.

### Kiírások
| Kiírás        | Statisztikák | Statisztikák | Statisztikák | Statisztikák | Statisztikák | Statisztikák | Kezdő forduló | Végső forduló/ helyezés | Mérkőzések dátumai | Mérkőzések dátumai |
| Kiírás        | M            | GY           | D            | V            | LG–KG        | GK           | Kezdő forduló | Végső forduló/ helyezés | Első               | Utolsó             |
| ------------- | ------------ | ------------ | ------------ | ------------ | ------------ | ------------ | ------------- | ----------------------- | ------------------ | ------------------ |
| OTP Bank Liga | 21           | 4            | 7            | 10           | 22–26        | –4           | —             |                         | 2013. 07. 27.      | 2014. 03. 22.      |
| Magyar kupa   | 4            | 4            | 0            | 0            | 8–0          | +8           | 4. forduló    | Negyeddöntő             | 2013. 10. 29.      | 2014. 03. 12.      |
| Ligakupa      | 6            | 2            | 1            | 3            | 8–9          | –1           | Csoportkör    | Csoportkör              | 2013. 09. 04.      | 2013. 11. 20.      |

## OTP Bank Liga

### Mérkőzések
| 1. forduló 2013. július 27. 19:00 |

| MTK Budapest                                           | 3 – 0               | Mezőkövesd–Zsóry        |
| ------------------------------------------------------ | ------------------- | ----------------------- |
| Pölöskei 51' Ladányi 79' Varga 88' Fejes 45' Kanta 54' | (0 – 0) Jegyzőkönyv | Dobos 50' Bogdány 90+1' |

| Hidegkuti Nándor Stadion, Budapest Nézőszám: 1 500 Játékvezető: Becséri Dániel (magyar) |

| 2. forduló 2013. augusztus 3. 16:30 |

| Diósgyőr                                       | 2 – 2               | MTK Budapest                                    |
| ---------------------------------------------- | ------------------- | ----------------------------------------------- |
| Alves 40' Tisza 54' Takács 31' Kostić 61′, 88′ | (1 – 1) Jegyzőkönyv | Pölöskei 14' Bese 67' Kanta 27' Kálnoki-Kis 89' |

| DVTK-stadion, Miskolc Nézőszám: 5 500 Játékvezető: Bognár Tamás (magyar) |

| 3. forduló 2013. augusztus 9. 19:00 |

| MTK Budapest          | 0 – 1               | Haladás                                                            |
| --------------------- | ------------------- | ------------------------------------------------------------------ |
| Poór 78' Harrak 90+5' | (0 – 1) Jegyzőkönyv | Ugrai 42' Schimmer 48' Fehér 53' Simon 61' Rózsa 89' Andorka 90+6' |

| Hidegkuti Nándor Stadion, Budapest Nézőszám: 800 Játékvezető: Kassai Viktor (magyar) |

| 4. forduló 2013. augusztus 17. 21:00 |

| Ferencváros                                         | 2 – 0               | MTK Budapest                                    |
| --------------------------------------------------- | ------------------- | ----------------------------------------------- |
| Józsi 24' (11-esből) Holman 55' Čukić 28' Adams 58' | (1 – 0) Jegyzőkönyv | Vukmir 35' Nagy 71' Kálnoki Kis 86' Ladányi 86' |

| Puskás Ferenc Stadion, Budapest Nézőszám: 7 500 Játékvezető: Farkas Ádám (magyar) |

| 5. forduló 2013. augusztus 24. 16:00 |

| MTK Budapest | 0 – 1               | Pécsi MFC                               |
| ------------ | ------------------- | --------------------------------------- |
| Nagy 43'     | (0 – 0) Jegyzőkönyv | Pölöskey 46' 62' Fodor 23' Márkvárt 62' |

| Hidegkuti Nándor Stadion, Budapest Nézőszám: 1 300 Játékvezető: Németh Ádám (magyar) |

| 6. forduló 2013. szeptember 1. 20:30 |

| Videoton                                                                      | 2 – 0               | MTK Budapest             |
| ----------------------------------------------------------------------------- | ------------------- | ------------------------ |
| Kálnoki-Kis 39' (öngól) Nikolics N. 42' Vinícius 37' Szolnoki 42' Caneira 57' | (2 – 0) Jegyzőkönyv | Nagy 27' Kálnoki-Kis 62' |

| Sóstói Stadion, Székesfehérvár Nézőszám: 2 500 Játékvezető: Bognár Tamás (magyar) |

| 7. forduló 2013. szeptember 15. 18:30 |

| MTK Budapest | 1 – 2               | Győri ETO                     |
| ------------ | ------------------- | ----------------------------- |
| Kanta 18'    | (1 – 0) Jegyzőkönyv | Rudolf 65' Lázok 89' Lang 36' |

| Hidegkuti Nándor Stadion, Budapest Nézőszám: 500 Játékvezető: Andó-Szabó Sándor (magyar) |

| 8. forduló 2013. szeptember 21. 18:00 |

| MTK Budapest                                                                | 2 – 0               | Paksi FC               |
| --------------------------------------------------------------------------- | ------------------- | ---------------------- |
| Kanta 47' Pölöskei 88' 53' Poór 63' Kálnoki-Kis 72' Ladányi 74' Horváth 79' | (0 – 0) Jegyzőkönyv | Báló 67' Windecker 78' |

| Hidegkuti Nándor Stadion, Budapest Nézőszám: 900 Játékvezető: Bognár Tamás (magyar) |

| 9. forduló 2013. szeptember 29. 16:30 |

| Debreceni VSC                                       | 1 – 0               | MTK Budapest                   |
| --------------------------------------------------- | ------------------- | ------------------------------ |
| Szakály 65' 80' Trninić 15′ Ferenczi 18' Zsidai 78' | (0 – 0) Jegyzőkönyv | Eppel 34' Fejes 69' Poór 90+3' |

| Oláh Gábor utcai stadion, Debrecen Nézőszám: 4 000 Játékvezető: Erdős József (magyar) |

| 10. forduló 2013. október 5. 18:00 |

| MTK Budapest                       | 2 – 2               | Kecskeméti TE                                                             |
| ---------------------------------- | ------------------- | ------------------------------------------------------------------------- |
| Fejes 20' 38' Batik 84' Vukmir 82' | (1 – 0) Jegyzőkönyv | Savić 63' Nagy 73' Antal 17' Forró 26' Karan 66' Póti 72' Vukasovic 90+2' |

| Hidegkuti Nándor Stadion, Budapest Nézőszám: 1 200 Játékvezető: Szabó Zsolt (magyar) |

| 11. forduló 2013. október 19. 16:00 |

| Lombard Pápa                                                                       | 0 – 2               | MTK Budapest          |
| ---------------------------------------------------------------------------------- | ------------------- | --------------------- |
| Rodenbücher 36' Maksimović 43' Šupić 55' Griffiths 27′, 75′ Tóth G. 81' Sekour 84' | (0 – 0) Jegyzőkönyv | Bese 54' Pölöskei 57' |

| Perutz Stadion, Pápa Nézőszám: 1 000 Játékvezető: Kassai Viktor (magyar) |

| 12. forduló 2013. október 25. 19:00 |

| MTK Budapest                  | 0 – 1               | Újpest                  |
| ----------------------------- | ------------------- | ----------------------- |
| Poór 47' Harrak 85' Kanta 89' | (0 – 1) Jegyzőkönyv | González 23' Suljić 80' |

| Hidegkuti Nándor Stadion, Budapest Nézőszám: 1 500 Játékvezető: Andó-Szabó Sándor (magyar) |

| 13. forduló 2013. november 2. 18:00 |

| Puskás Akadémia        | 1 – 1               | MTK Budapest          |
| ---------------------- | ------------------- | --------------------- |
| Tischler 50' Tamás 54' | (0 – 0) Jegyzőkönyv | Varga 90+3' Eppel 73' |

| Sóstói Stadion, Székesfehérvár Nézőszám: 600 Játékvezető: Erdős József (magyar) |

| 14. forduló 2013. november 9. 20:00 |

| MTK Budapest                          | 1 – 1               | Budapest Honvéd                                |
| ------------------------------------- | ------------------- | ---------------------------------------------- |
| Kanta 83' Fejes 2' Poór 41' Kanta 93' | (0 – 0) Jegyzőkönyv | Hidi 84' Ignjatović 33' Lovrić 64' Kemenes 94' |

| Hidegkuti Nándor Stadion, Budapest Nézőszám: 1 500 Játékvezető: Farkas Ádám (magyar) |

| 15. forduló 2013. november 23. 16:00 |

| Kaposvári Rákóczi                                               | 2 – 2               | MTK Budapest                   |
| --------------------------------------------------------------- | ------------------- | ------------------------------ |
| Babić 58' Mărkuș 83' Zámbó 19' Balázs 43' Bőle 70' Földes 90+1' | (0 – 2) Jegyzőkönyv | Kanta 5' Eppel 30' Ladányi 89' |

| Rákóczi Stadion, Kaposvár Nézőszám: 1 200 Játékvezető: Andó-Szabó Sándor (magyar) |

| 16. forduló 2013. november 30. 18:00 |

| Mezőkövesd–Zsóry                               | 1 – 0                         | MTK Budapest           |
| ---------------------------------------------- | ----------------------------- | ---------------------- |
| Melczer 58' Hegedűs 66' Harsányi 72' Gévay 83' | (0 – 0) Jegyzőkönyv Részletek | Vukmir 63' Ladányi 68' |

| Városi stadion, Mezőkövesd Nézőszám: 2 000 Játékvezető: Erdős József (magyar) |

| 17. forduló 2013. december 7. 18:00 |

| MTK Budapest                   | 2 – 2               | Diósgyőr                                                |
| ------------------------------ | ------------------- | ------------------------------------------------------- |
| Kanta 50' Horváth 53' Poór 51' | (0 – 0) Jegyzőkönyv | Bacsa 55' Nikházi 81' Abdouraman 38' Gohér 87' Vági 87' |

| Hidegkuti Nándor Stadion, Budapest Nézőszám: 600 Játékvezető: Bognár Tamás (magyar) |

| 18. forduló 2014. március 1. 16:00 |

| Haladás                                 | 0 – 0               | MTK Budapest                                             |
| --------------------------------------- | ------------------- | -------------------------------------------------------- |
| Simon 56' Fehér 60' Hrepka 77' Nagy 80' | (0 – 0) Jegyzőkönyv | Nagy 19' Vukmir 23' Kálnoki-Kis 60' Poór 82' Vass Á. 83' |

| Rohonci út, Szombathely Játékvezető: Farkas Ádám (magyar) |

| 19. forduló 2014. március 8. 16:00 |

| MTK Budapest                                                           | 3 – 2                         | Ferencváros                                             |
| ---------------------------------------------------------------------- | ----------------------------- | ------------------------------------------------------- |
| Pölöskei 1' Kanta 60' Torghelle 65' 56' Fejes 11' Csiki 63' Vukmir 84' | (1 – 1) Jegyzőkönyv Részletek | Somália 18' 76' Jenner 33′, 55′ Holman 81' Leonardo 83' |

| Hidegkuti Nándor Stadion, Budapest Nézőszám: 4 500 Játékvezető: Andó-Szabó Sándor (magyar) |

| 20. forduló 2014. március 16. 16:30 |

| Pécsi MFC                                    | 1 – 0                         | MTK Budapest                                                         |
| -------------------------------------------- | ----------------------------- | -------------------------------------------------------------------- |
| Koller 44' (11-esből) Pölöskey 52' Romić 76' | (1 – 0) Jegyzőkönyv Részletek | Kanta 24' Pölöskei 27' Rodenbücher 43′ Torghelle 66' Kálnoki Kis 72' |

| PMFC Stadion, Pécs Nézőszám: 1 000 Játékvezető: Szabó Zsolt (magyar) |

| 21. forduló 2014. március 22. 16:00 |

| MTK Budapest                                  | 1 – 2               | Videoton                                     |
| --------------------------------------------- | ------------------- | -------------------------------------------- |
| Torghelle 83' (11-esből) Horváth 52' Poór 73' | (0 – 0) Jegyzőkönyv | Álvarez 71' Nildo 74' Kovács 77' Zé Luis 83' |

| Hidegkuti Nándor Stadion, Budapest Játékvezető: Kassai Viktor (magyar) |

| 24. forduló 2014. április 12. 20:00 |

| MTK Budapest                                           | 5 – 2               | Debreceni VSC                                          |
| ------------------------------------------------------ | ------------------- | ------------------------------------------------------ |
| Horváth 11' Vass 14' Pölöskei 48' Kanta 62' Vukmir 82' | (2 – 2) Jegyzőkönyv | Vadnai 22' Kulcsár 40' Sidibe 13' Máté 62' Mihelič 62' |

| Hidegkuti Nándor Stadion, Budapest Nézőszám: 2 000 Játékvezető: Vad II. István (magyar) |

### A bajnokság végeredménye
| #   | Csapat                 | M  | GY | D  | V  | G+ – G– | GK  | P  | Megjegyzések                                   |
| --- | ---------------------- | -- | -- | -- | -- | ------- | --- | -- | ---------------------------------------------- |
| 1.  | DVSC–TEVA (B)          | 30 | 18 | 8  | 4  | 66–33   | +33 | 62 | 2014–2015-ös Bajnokok Ligája – 2. selejtezőkör |
| 2.  | Győri ETO FC CV (I)    | 30 | 18 | 8  | 4  | 58–32   | +26 | 62 | 2014–2015-ös Európa-liga – 2. selejtezőkör     |
| 3.  | Ferencvárosi TC (I)    | 30 | 17 | 6  | 7  | 47–33   | +14 | 57 | 2014–2015-ös Európa-liga – 1. selejtezőkör     |
| 4.  | Videoton FC            | 30 | 15 | 8  | 7  | 52–31   | +21 | 53 |                                                |
| 5.  | Diósgyőri VTK (I)      | 30 | 12 | 11 | 7  | 45–38   | +7  | 47 | 2014–2015-ös Európa-liga – 1. selejtezőkör     |
| 6.  | Szombathelyi Haladás   | 30 | 12 | 10 | 8  | 37–31   | +6  | 46 |                                                |
| 7.  | Pécsi MFC–Matias       | 30 | 12 | 9  | 9  | 41–38   | +3  | 45 |                                                |
| 8.  | MTK Budapest FC        | 30 | 11 | 7  | 12 | 42–36   | +6  | 40 |                                                |
| 9.  | Budapest Honvéd FC     | 30 | 10 | 6  | 14 | 37–39   | −2  | 36 |                                                |
| 10. | Kecskeméti TE          | 30 | 9  | 9  | 12 | 36–51   | −15 | 36 |                                                |
| 11. | MVM–Paks               | 30 | 8  | 10 | 12 | 39–42   | −3  | 34 |                                                |
| 12. | Lombard Pápa Termál FC | 30 | 9  | 6  | 15 | 32–50   | −18 | 33 |                                                |
| 13. | Újpest FC (KGY)        | 30 | 8  | 8  | 14 | 46–51   | −5  | 32 |                                                |
| 14. | Puskás Akadémia FC Ú   | 30 | 8  | 7  | 15 | 36–51   | −15 | 31 |                                                |
| 15. | Mezőkövesd-Zsóry FC Ú  | 30 | 6  | 6  | 18 | 27–52   | −25 | 24 | NB II                                          |
| 16. | Kaposvári Rákóczi FC   | 30 | 4  | 7  | 19 | 21–54   | −33 | 19 | NB II                                          |

Utolsó frissítés: 2014. június 1. 
Forrás: MLSZ adatbank 
A rangsorolás alapszabályai: 1. összpontszám, 2. győzelmek száma, 3. gólkülönbség, 4. szerzett gólok száma, 5. egymás elleni eredmények összpontszáma,  6. egymás elleni eredmények gólkülönbsége, 7. egymás elleni eredmények szerzett góljainak száma, 8. egymás elleni eredmények idegenben szerzett góljainak száma.
(B): Bajnokcsapat, (K): Kieső csapat, (F): Feljutó csapat, (I): Kupainduló, (R): A rájátszás győztese, (KGY): Kupagyőztes

### Eredmények összesítése
Az alábbi táblázatban összesítve szerepelnek az MTK Budapest FC 2013/14-es bajnokságban elért eredményei.
| Ősz/tavasz (forduló)    | Otthon | Otthon | Otthon | Otthon | Otthon | Otthon | Otthon | Idegenben | Idegenben | Idegenben | Idegenben | Idegenben | Idegenben | Idegenben |
| Ősz/tavasz (forduló)    | M      | GY     | D      | V      | LG–KG  | GK     | P      | M         | GY        | D         | V         | LG–KG     | GK        | P         |
| ----------------------- | ------ | ------ | ------ | ------ | ------ | ------ | ------ | --------- | --------- | --------- | --------- | --------- | --------- | --------- |
| Őszi szezon (1–17.)     | 9      | 2      | 3      | 4      | 11–10  | +1     | 9      | 8         | 1         | 3         | 4         | 7–11      | –4        | 6         |
| Tavaszi szezon (18–30.) | 2      | 1      | 0      | 1      | 4–4    | 0      | 3      | 2         | 0         | 1         | 1         | 0–1       | –1        | 1         |
| Összesen (1–30.)        | 11     | 3      | 3      | 5      | 15–14  | +1     | 12     | 10        | 1         | 4         | 5         | 7–12      | –5        | 7         |

### Helyezések fordulónként
| Forduló  | 1  | 2 | 3 | 4  | 5  | 6  | 7  | 8  | 9  | 10 | 11 | 12 | 13 | 14 | 15 | 16 | 17 | 18 | 19 | 20 | 21 | 22 | 23 | 24 | 25 | 26 | 27 | 28 | 29 | 30 |
| -------- | -- | - | - | -- | -- | -- | -- | -- | -- | -- | -- | -- | -- | -- | -- | -- | -- | -- | -- | -- | -- | -- | -- | -- | -- | -- | -- | -- | -- | -- |
| Helyszín | O  | I | O | I  | O  | I  | O  | O  | I  | O  | I  | O  | I  | O  | I  | I  | I  | I  | O  | I  | O  |    |    |    |    |    |    |    |    |    |
| Eredmény | GY | D | V | V  | V  | V  | V  | GY | V  | D  | GY | V  | D  | D  | D  | V  | D  | D  | GY | V  | V  |    |    |    |    |    |    |    |    |    |
| Helyezés | 2  | 5 | 7 | 10 | 11 | 14 | 14 | 14 | 14 | 15 | 11 | 13 | 13 | 13 | 14 | 15 | 15 | 15 | 14 | 14 | 14 |    |    |    |    |    |    |    |    |    |

Helyszín: O = Otthon; I = Idegenben. Eredmény: GY = Győzelem; D = Döntetlen; V = Vereség.

## Magyar kupa
4. forduló
| 2013. október 29. 12:30 |

| Szeged 2011 | 0 – 2               | MTK Budapest                        |
| ----------- | ------------------- | ----------------------------------- |
|             | (0 – 1) Jegyzőkönyv | Eppel 15' Varga 74' Kálnoki-Kis 41' |

| Gyula Nézőszám: zárt kapuk Játékvezető: Veizer Roland (magyar) |

Nyolcaddöntő
| 2013. november 26. 17:00 |

| Kecskeméti TE             | 0 – 3               | MTK Budapest                              |
| ------------------------- | ------------------- | ----------------------------------------- |
| Vukasovic 68' Antal 90+2' | (0 – 0) Jegyzőkönyv | Vass 48' Horváth 63' Kanta 90+2' Baki 26' |

| Széktói Stadion, Kecskemét Nézőszám: 200 Játékvezető: Kassai Viktor (magyar) |

| 2013. december 3. 17:30 |

| MTK Budapest        | 1 – 0               | Kecskeméti TE |
| ------------------- | ------------------- | ------------- |
| Kanta 63' Fejes 75' | (0 – 0) Jegyzőkönyv |               |

| Hidegkuti Nándor Stadion, Budapest Nézőszám: 100 Játékvezető: Németh Ádám (magyar) |

Továbbjutott az MTK Budapest FC, 4–0-s összesítéssel.
Negyeddöntő
| 2014. március 12. 17:30 |

| MTK Budapest                                      | 2 – 0               | Győri ETO            |
| ------------------------------------------------- | ------------------- | -------------------- |
| Torghelle 37' Kanta 67' Kálnoki-Kis 76' Batik 82' | (1 – 0) Jegyzőkönyv | Pátkai 1' Kalmár 87' |

| Hidegkuti Nándor Stadion, Budapest Játékvezető: Erdős József (magyar) |

| 2014. március 26. 18:00 |

| Győri ETO                       | 3 – 3               | MTK Budapest FC         |
| ------------------------------- | ------------------- | ----------------------- |
| Pátkai 21' Varga 23' Andrić 85' | (2 – 1) Jegyzőkönyv | 45' 87' Kanta 47' Eppel |

| ETO Park, Győr Játékvezető: Andó-Szabó Sándor (magyar) |

Továbbjutott az MTK Budapest FC, 5–3-as összesítéssel.
Elődöntő
| 2014. április 16. 18:00 |

| MTK Budapest FC            | 0 – 0               | Újpest FC                                |
| -------------------------- | ------------------- | ---------------------------------------- |
| Nagy 34' Poór 56' Vass 80' | (0 – 0) Jegyzőkönyv | Tshibuabua 37' Vasiljević 43' Suljić 85' |

| Hidegkuti Nándor Stadion, Budapest Játékvezető: Solymosi Péter (magyar) |

| 2014. május 6. 18:00 |

| Újpest                                            | 3 – 0               | MTK Budapest FC                             |
| ------------------------------------------------- | ------------------- | ------------------------------------------- |
| Juanan 57' Balogh 79' Kabát 84' 20' Dmitrović 85' | (0 – 0) Jegyzőkönyv | Bese 14' Vass 74′ Kanta 89' Torghelle 90+3′ |

| Szusza Ferenc Stadion, Budapest Nézőszám: 1 500 Játékvezető: Farkas Ádám (magyar) |

Továbbjutott a Újpest FC, 3–0-s összesítéssel.

## Ligakupa

### Csoportkör (A csoport)
| 1. forduló 2013. szeptember 4. 16:30 |

| MTK Budapest              | 3 – 1               | Vasas                   |
| ------------------------- | ------------------- | ----------------------- |
| Eppel 37' 45' Horváth 50' | (2 – 0) Jegyzőkönyv | Coelho 79' Zamostny 52' |

| Hidegkuti Nándor Stadion, Budapest Nézőszám: 100 Játékvezető: Radványi Ádám (magyar) |

| 2. forduló 2013. szeptember 11. 19:30 |

| Diósgyőr                                 | 3 – 1               | MTK Budapest                    |
| ---------------------------------------- | ------------------- | ------------------------------- |
| Bacsa 20' 32' Debreceni 30' Csirszki 74' | (3 – 0) Jegyzőkönyv | Gera 75' Pintér 52' Sipos 90+1' |

| DVTK-stadion, Miskolc Nézőszám: 1 000 Játékvezető: Oláh Gábor (magyar) |

| 3. forduló 2013. október 8. 15:00 |

| MTK Budapest        | 0 – 0               | Kisvárda    |
| ------------------- | ------------------- | ----------- |
| Baki 60' Hangya 64' | (0 – 0) Jegyzőkönyv | Hegedüs 83' |

| Hidegkuti Nándor Stadion, Budapest Nézőszám: 100 Játékvezető: Nagy Róbert (magyar) |

| 4. forduló 2013. október 15. 14:30 |

| Kisvárda                     | 3 – 1               | MTK Budapest                   |
| ---------------------------- | ------------------- | ------------------------------ |
| Varga 30' Barzó 58' Oláh 70' | (1 – 1) Jegyzőkönyv | Hangya 35' Harrak 67' Gera 83' |

| Kisvárda Nézőszám: 200 Játékvezető: Varga László (magyar) |

| 5. forduló 2013. november 13. 13:00 |

| MTK Budapest                             | 2 – 0               | Diósgyőr |
| ---------------------------------------- | ------------------- | -------- |
| Horváth Zs. 45' Horváth P. 59' Kanta 86' | (1 – 0) Jegyzőkönyv |          |

| Hidegkuti Nándor Stadion, Budapest Nézőszám: 100 Játékvezető: Szilasi Szabolcs (magyar) |

| 6. forduló 2013. november 20. 14:00 |

| Vasas                      | 2 – 1               | MTK Budapest           |
| -------------------------- | ------------------- | ---------------------- |
| Görgényi 8' 60' Coelho 78' | (1 – 1) Jegyzőkönyv | Frank 19' Asztalos 71' |

| Illovszky Rudolf Stadion, Budapest Nézőszám: 150 Játékvezető: Böcskei Balázs (magyar) |

### Az A csoport végeredménye
| Csapat       | M | Gy | D | V | G+ | G– | Gk | P  |
| ------------ | - | -- | - | - | -- | -- | -- | -- |
| Diósgyőr     | 6 | 3  | 1 | 2 | 15 | 8  | +7 | 10 |
| Vasas        | 6 | 3  | 0 | 3 | 8  | 10 | –2 | 9  |
| Kisvárda     | 6 | 2  | 2 | 2 | 7  | 11 | –4 | 8  |
| MTK Budapest | 6 | 2  | 1 | 3 | 8  | 9  | –1 | 7  |

## Felkészülési mérkőzések

### Nyár
| 2013. július 2. |

| MTK Budapest | 1 – 0               | MŠK Rimavská Sobota |
| ------------ | ------------------- | ------------------- |
| Tischler     | (1 – 0) Jegyzőkönyv |                     |

| Városi Stadion, Agárd Nézőszám: 50 Játékvezető: Becséri Dániel (magyar) |

| 2013. július 6. |

| MTK Budapest  | 3 – 0               | ŠTK 1914 Šamorín |
| ------------- | ------------------- | ---------------- |
| Horváth Frank | (0 – 0) Jegyzőkönyv |                  |

| Városi Stadion, Agárd |

| 2013. július 9. |

| MTK Budapest       | 3 – 1               | Gyirmót FC Győr |
| ------------------ | ------------------- | --------------- |
| Kanta Vass Horváth | (1 – 0) Jegyzőkönyv | Magasföldi      |

| Hidegkuti Nándor Stadion, Budapest Nézőszám: 200 Játékvezető: Berényi Tamás (magyar) |

| 2013. július 13. |

| MTK Budapest | 3 – 4               | ŽP Šport Podbrezová |
| ------------ | ------------------- | ------------------- |
| Kanta Vass   | (0 – 2) Jegyzőkönyv |                     |

| Hidegkuti Nándor Stadion, Budapest |

| 2013. július 16. |

| MTK Budapest                         | 3 – 1               | Vasas        |
| ------------------------------------ | ------------------- | ------------ |
| Pölöskei 4' Horváth 12' Tischler 16' | (3 – 0) Jegyzőkönyv | Zamostny 86' |

| Hidegkuti Nándor Stadion, Budapest Nézőszám: 500 Játékvezető: Bereczki M. (magyar) |

| 2013. július 20. |

| MTK Budapest                  | 3 – 1               | BFC Siófok |
| ----------------------------- | ------------------- | ---------- |
| Pölöskei 4' Kanta tizenegyes' | (3 – 1) Jegyzőkönyv | Vólent     |

| Hidegkuti Nándor Stadion, Budapest |